# The Age of Arthur
L'età di Artù (1973) è stato il primo tentativo di uno storico professionista, John Morris, di costruire un quadro della Britannia durante il periodo compreso tra il 350 e il 650, epoca in cui si collocherebbe re Artù, che Morris considera un personaggio realmente esistito. Il libro, tuttavia, non parla solo di Artù, ma piuttosto della storia della Britannia celtica dell'epoca. L'opera include anche capitoli dettagliati sulla Bretagna, nella quale fuggirono molti celti della Britannia. Sebbene goda di popolarità tra il pubblico, il libro è stato pesantemente criticato negli ambienti storici professionali, danneggiando gravemente la reputazione accademica di Morris agli occhi di molti suoi pari.